# Civilização Brasileira
Civilização Brasileira foi uma editora brasileira, que atualmente faz parte do Grupo Editorial Record. Sua história esteve ligada à vida de Ênio Silveira.

## Histórico
Fundada por Getúlio M. Costa, Ribeiro Couto e Gustavo Barroso em 1929, a Editora Civilização Brasileira tinha, na época, poucos títulos. Em 1932, foi adquirida por Octalles Marcondes passando a fazer parte da Companhia Editora Nacional. Seu sinete editorial, porém, era utilizado pela Nacional apenas para livros não didáticos e de ficção, com poucos títulos. Em 1955, por exemplo, tinha uns 10 títulos e entre eles a reimpressão do eterno sucesso Pequeno Dicionário da Língua Portuguesa, de Hildebrando Mateus de Lima e Gustavo Barroso, que alcançara sua 9.ª edição em 1951.
Casado com a filha de Octalles, Ênio Silveira assumiu, em parte, a Civilização Brasileira, e a incrementou, sendo que, no final da década de 1950, tornara-se já uma das principais editoras do país. Em 1963, Ênio Silveira assumiu o controle total da Civilização Brasileirae, no ano seguinte, seu catálogo era igual ao da Companhia Editora Nacional, acrescentado de 46 novos títulos.
Ênio Silveira tinha particular entusiasmo em estimular autores brasileiros. Em 1956, publicou O Encontro Marcado de Fernando Sabino, iniciando a coleção Vera Cruz de literatura brasileira. A Civilização acabou se tornando o canal mais importante para a moderna literatura brasileira nos anos 1960, além de se dedicar às traduções, tanto dos autores europeus, quanto dos estadunidenses, japoneses e latino-americanos. A Civilização Brasileira encomendou uma tradução de Ulisses, de James Joyce, que foi confiada a Antônio Houaiss, em 1966, e adquiriu em 1959 os direitos brasileiros de Lolita, de Nabokov, então desconhecido no Brasil. Alguns anos depois, publicou a tradução de O Advogado do Diabo, de Morris West, que chegou a vender um livro por minuto no correr do semestre, porém errou ao recusar a publicação de O Apanhador no Campo de Centeio, por achá-lo difícil demais para o público e que se tornaria um recorde de vendas.
Nos anos 1960, a Civilização iniciou a coleção Retratos do Brasil, com alguns títulos sobre a formação do Partido Comunista Brasileiro. Suas publicações de esquerda, cada vez mais, eram reprovadas por Octalles Marcondes Ferreira, e foi-lhe oferecido a oportunidade de ficar com a maioria das ações da Civilização, terminando, assim, o controle da Civilização Brasileira pela Companhia Editora Nacional. Ênio renovou completamente, então, a imagem da editora, contratando Eugênio Hirsch como seu principal produtor, iniciando uma revolução que se estendeu a toda a indústria editorial brasileira, de modo que a moderna edição no país traz elementos que começaram na Civilização Brasileira.
Após o Golpe Militar de 1964, muitos livros foram confiscados nas livrarias e na editora, por falarem de comunismo, ou porque o autor fosse persona non grata do regime, ou por serem tradução do russo, ou apenas porque tinham capas vermelhas. A marca Civilização Brasileira estava entre as visadas pelo regime. A própria casa de Ênio foi invadida pela polícia em busca de livros proibidos.
Em março de 1965, Ênio Silveira lançou a Revista Civilização Brasileira, que teve 21 números e acabou em 1968. Em seu segundo número, a revista chegou a atingir 20.000 exemplares.
Em outubro de 1965, Ênio foi obrigado, por pressões do Governo Castelo Branco, a deixar a diretoria da revista e da editora, para evitar que houvesse uma ação oficial direta contra elas. Na ocasião, ele já fora preso 3 vezes. Em 1966, impetrou um mandado de segurança contra o Departamento Federal de Segurança Pública (DFSP), publicado em sua Revista.
No governo de Costa e Silva, os bancos foram pressionados para não concederem facilidades de crédito à Civilização Brasileira, causando uma queda na produção da editora. Com o Ato Institucional nº 5, houve 200 detenções, incluindo Ênio e vários autores.
Em maio de 1970, Ênio foi novamente preso, por publicar, 5 anos antes, Brasil: Guerra Quente na América Latina, de João Maia Neto. Em outubro de 1970, voltou a ser preso, até 10 de novembro, e centenas de livros foram confiscados em sua livraria. Pouco depois, houve um misterioso incêndio nos escritórios centrais da editora.
Em 1972, Ênio conseguiu ser absolvido do processo da "Guerra Quente", mas abriu mão da devolução de 2 000 exemplares retidos pela polícia à espera do veredito.
Com a venda da Companhia Editora Nacional (da qual a esposa de Ênio, filha de Octalles, era herdeira) ao Banco Nacional de Desenvolvimento Econômico e Social (BNDES) em 1975, a Civilização Brasileira acabou se beneficiando financeiramente.
Em 1976, houve uma incrementação da possibilidade de mandar livros pelo correio, e 5% das vendas da Civilização passaram a ser dessa forma. Em 1978, Ênio lançou a revista Encontros com a Civilização Brasileira, inclusive com o mesmo editor da Revista Civilização Brasileira, Moacyr Félix. O processo de abertura política, porém, só teve início com o presidente João Figueiredo, em março de 1979.
Em 1982, Ênio aceitou uma oferta operacional da Difel, empresa estrangeira, para colaborar com sua firma. Paralelamente, o Banco Pinto de Magalhães, de capital português, e uma pessoa jurídica portuguesa, o major Batista da Silva, adquiriram 90% do capital da Civilização Brasileira, e Ênio ficou com 10%. Em março de 1984, formalizou-se a transferência da matriz da Civilização para São Paulo, mantendo-se uma filial no Rio de Janeiro.
Ênio da Silveira faleceu em 1996. Atualmente, a Civilização Brasileira faz parte do Grupo Editorial Record.

## Coleções
- Os Documentos do Nosso Tempo
- Retratos do Brasil